# Североморавские диалекты

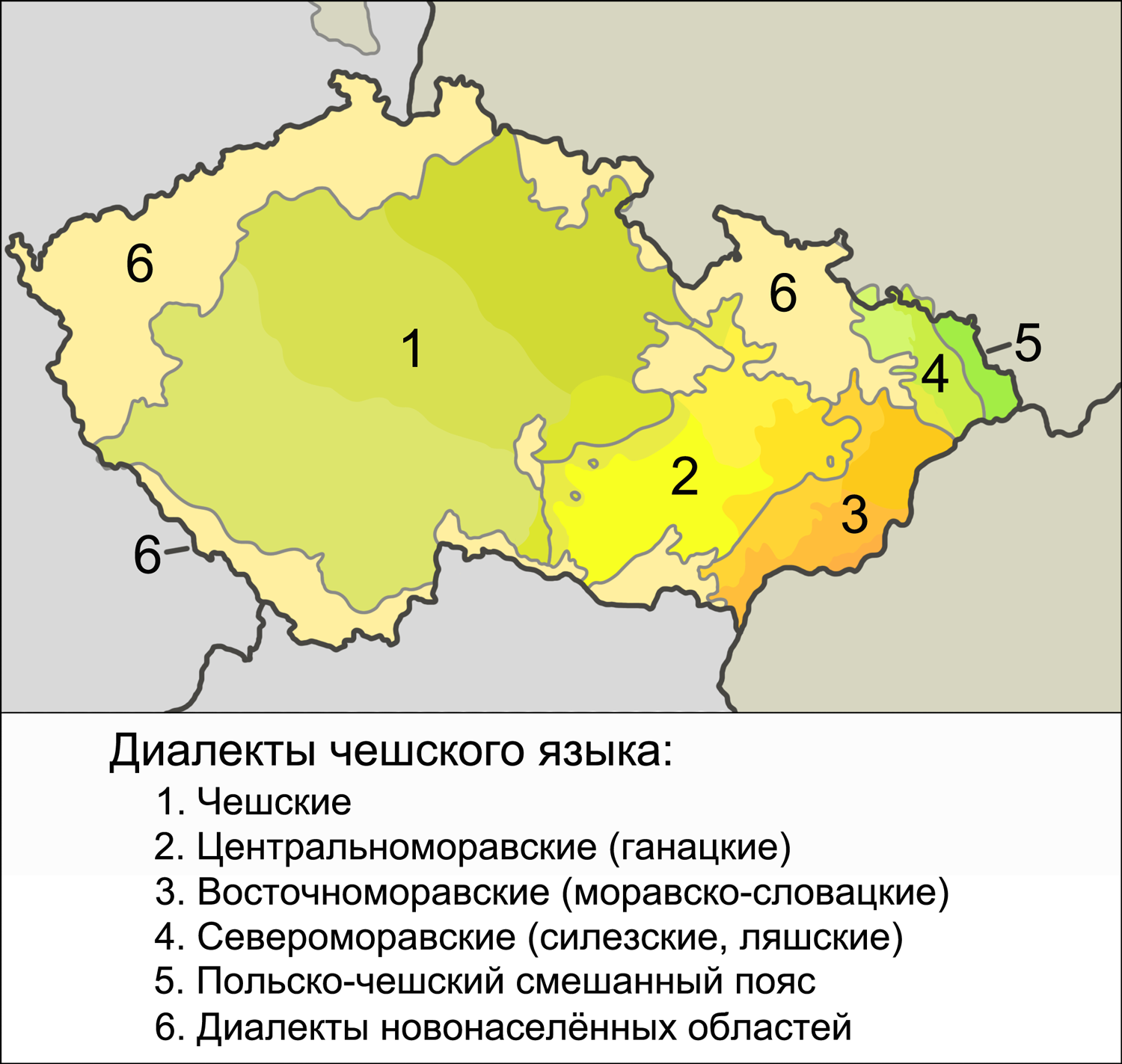
Североморавские диалекты на карте диалектов чешского языка

Северомора́вские диале́кты (силезские диалекты, ляшские диалекты, североморавская группа диалектов, силезская группа диалектов, ляшская группа диалектов) (чеш. nářečí slezská, nářečí lašská, slezská skupina, lašská skupina) — группа диалектов чешского языка, распространённых в северо-восточной части чешского языкового ареала (главным образом в восточных и юго-восточных районах Чешской Силезии). Относится наряду с собственно чешской, центральноморавской (ганацкой) и восточноморавской (моравско-словацкой) диалектными группами к одному из четырёх основных чешских диалектных объединений. В североморавской диалектной группе выделяются три диалекта — южный (моравский), западный (опавский) и восточный (остравский), в каждом из которых отмечаются те или иные ареалы обособленных говоров.
В североморавских диалектах отмечаются черты, сходные с такими явлениями лехитского языкового ареала, как отсутствие оппозиции кратких и долгих гласных и парокситоническое ударение (на предпоследнем слоге). Кроме того, для североморавских диалектов характерны изменения мягких согласных /t’/, /d’/ по говорам в /c’/, /dz’/ или /č/, /dž/; наличие мягких согласных /s’/, /z’/ (переходящих по говорам в /š/, /ž/); различение /l/ — /ł/; озвончение в группе /sh/; сочетание /šč/ на месте /st’/; отсутствие протетических /v/ и /j/; звонкий тип сандхи; формы существительных женского рода в именительном и винительном падежах типа ulica — ulicu; формы глаголов 1-го лица единственного числа настоящего времени типа chcu; формы глаголов 1-го лица множественного числа настоящего времени с окончаниями -my/-m и другие диалектные черты.
На территории распространения североморавских диалектов на основе местных говоров сложилась наддиалектная форма — силезский (ляшский) интердиалект (чеш. slezský (lašský) interdialekt) или общесилезский (общеляшский) язык (чеш. obecná slezština (obecná laština)), выполняющий функцию разговорного языка на территории Чешской Силезии.

## Классификация
Североморавская диалектная группа включает в свой состав следующие диалекты:
- Южный (моравский) диалект (чеш. jižní (moravská) podskupina).
- Западный (опавский) диалект (západní (opavská) podskupina):
  - Южные и западные пограничные говоры западного диалекта (jižní a západní okrajové úseky záp. podskupiny),
  - Браницкие говоры (nářečí branické),
- Восточный (остравский) диалект (východní (ostravská) podskupina):
  - Верхнеостравские говоры (nářečí hornoostravické),
  - Северноглучинские говоры (úsek severohlúčinský),
  - Баборувские говоры (zaniklé nářečí baborowské) — вымершие говоры в окрестностях польского города Баборув Опольского воеводства.

## Область распространения

Моравскосилезский край на карте Чехии

Североморавские диалекты распространены в восточных и юго-восточных районах Чешской Силезии с исконно славянским чешским (силезским) населением (остальные районы этого региона представляют собой так называемые новонаселённые области, в которых до второй мировой войны были распространены диалекты немецкого языка, а после депортации немецкого населения в 1945—1946 годах сформировались смешанные диалекты на основе говоров переселенцев из различных районов Чехии и отчасти Словакии. По современному административно-территориальному делению Чехии область распространения североморавских говоров размещена в восточных и северо-восточных районах Моравскосилезского края.
С севера к ареалу североморавских диалектов примыкает ареал центральносилезских говоров, с северо-востока и востока — ареал южносилезских говоров силезского диалекта польского языка (в чешской диалектологии часть южносилезских говоров на территории Чехии относят к так называемым говорам польско-чешского
смешанного пояса (nářečí polsko-českého smíšeného pruhu)), небольшие участки силезских говоров чешского типа размещены на территории Польши на границе с Чехией. На юго-востоке говоры североморавских диалектов граничат с западнословацкими кисуцкими и верхнетренчинскими говорами, на юге — с говорами северного (валашского) диалекта восточноморавской диалектной группы. На западе североморавские диалекты граничат с областью распространения смешанных диалектов чешского языка.

## Ляшский литературный язык
В 1930-х годах О. Лысогорский, поэт и писатель, родившийся в городе Фридек-Мистек, высказал мнение о том, что население Чешской Силезии является особым ляшским народом, отличным как от поляков, так и от чехов. С целью объединить жителей Силезии и пробудить их национальное самосознание он приступил к созданию литературного стандарта на базе его родных верхнеостравских (фридекских) говоров с некоторыми чертами говоров опавского диалекта, синтаксическими конструкциями и лексикой, взятыми как из чешского литературного, так и из польского языка. Для развития ляшского языка и культуры в 1936 году О. Лысогорский основал в Остраве общество Lašsko perspektywa. После второй мировой войны сторонники формирования самосознания ляшского народа среди жителей Чешской Силезии отказались от своих идей, движение за развитие ляшского языка и культуры прекратило своё существование. Отказался от идеи отдельного ляшского народа и О. Лысогорский, но продолжил писать стихи на созданном им языке. После его смерти язык перестал употребляться, оказавшись фактически языком поэзии преимущественно одного автора. Ляшский язык в работах А. Д. Дуличенко был классифицирован как так называемый славянский микроязык наряду с восточнословацким, чакавским, кайкавским, градищанско-хорватским, молизско-славянским, прекмурско-словенским, банатско-болгарским и другими «малыми» славянскими литературными языками.

## Особенности диалектов
Североморавские диалекты характеризуются следующими фонетическими и морфологическими диалектными особенностями:

### Фонетика
1. Отсутствие оппозиции долгих и кратких гласных, противопоставляющее североморавские как всем остальным чешским диалектам, так и всему чешско-словацкому языковому ареалу (исключая восточнословацкий диалект) и сближающее североморавские диалекты с лехитским ареалом.
2. Наличие краткой /y/: dobry «хороший» в отличие от чешских диалектов, которым присуще дифтонгическое сочетание /ej/: dobrej; центральноморавских (с /ē/ на месте *ȳ): dobré и восточноморавских (с долгой /ȳ/): dobrý.
3. Наличие краткой /u/: nesu «(они) несут» в отличие от чешских диалектов, в которых отмечается дифтонг /ou̯/: nesou̯; центральноморавских (с /ō/ на месте *ū): nesó и восточноморавских (с долгой /ū/): nesú.
4. Различение /i/ — /y/, противопоставляющее североморавские диалекты литературному языку и во всем остальным чешским диалектам.
5. Различение /l/ — /ł/ (либо мягкого /l’/ на месте /l/ и губно-губного /u̯/ на месте /ł/), как и в говорах восточноморавских диалектов, а также в некоторых периферийных (центральноморавских и чешских юго-западных и северо-восточных) говорах. В литературном языке, большинстве чешских и центральноморавских диалектов /l/ — /ł/ не различаются.
6. Озвончение в группе /sh/ (произношение как zh), как и в восточных центральноморавских и восточноморавских диалектах, в говорах чешских диалектов фиксируется оглушение в /sh/.
7. Наличие мягких согласных /s’/, /z’/, переходящих по говорам в /š/, /ž/: śiň, prośić, źima, vźać и т. п. Данные согласные отсутствуют в остальном чешском диалектном ареале.
8. Изменения мягких согласных /t’/, /d’/ по говорам в /c’/, /dz’/ или /č/, /dž/: pić, ćicho, chodźić, dźen’/džen’ и т. п. Эти изменения неизвестны всем остальным диалектам чешского языка.
9. Наличие сочетания /šč/ на месте /st’/. Сочетание /st’/ отмечается в чешских диалектах.
10. Отсутствие протетических /v/ и /j/, как и в центральноморавских и восточноморавских диалектах.
11. Звонкий тип сандхи, как и в восточных центральноморавских и восточноморавских диалектах, глухой тип сандхи отмечается в литературном языке и чешских диалектах.
12. Парокситоническое ударение (на предпоследнем слоге), как и в большинстве соседних с североморавскими говорах силезского диалекта[~ 1] (и в польском литературном языке). Для остальных чешских диалектов (и для чешского литературного языка) характерно наличие инициального ударения (на первом слоге). Данная черта отличает североморавские диалекты (наряду с восточнословацким диалектом) от чешско-словацкой языковой подгруппы и сближает с восточнолехитским языковым ареалом.

### Морфология
1. Наличие у существительных женского рода единственного числа форм именительного и винительного падежей типа ulica — ulicu, противопоставляемых формам чешских диалектов ulice — ulici.
2. Форма глагола chtít в 1-м лице единственного числа настоящего времени chcu. В собственно чешских диалектах отмечается форма chci.
3. Формы глаголов 1-го лица множественного числа настоящего времени с окончаниями -my/-m: n’esemy/n’esem «мы несём», в отличие от собственно чешских диалектов с распространением форм глаголов с окончаниями -me/-m: neseme/nesem.